# Morane-Saulnier L
Morane-Saulnier Typ L var ett franskt spanings- och jaktflygplan från första världskriget. 
MS Typ L var ett parasollflygplan. Benämningen parasoll kommer av att vingen bärs upp av pianotråd eller vajrar från en mast som sitter förankrad i flygplanskroppen. Flygplanen tillverkades i både en- och tvåsitsiga utföranden av ett flertal fabriker på licens. Efter att man försett flygplanet med en fast monterad kulspruta blev flygplanet ett av de första framgångsrika stridsflygplanen under första världskriget. För att inte skjuta sönder sin egen propeller med kulsprutan försågs propellerbladen med plåtar som ledde bort kulorna. Den största operatören av Typ L blev det Franska stridsflyget, men även de engelska Royal Flying Corps och Royal Naval Air Service använde ett stort antal Typ L.

## Vapeninstallation
I december 1914 experimenterade Roland Garros tillsammans med Raymond Saulnier med att montera en fast kulspruta mellan propellern och den främre sittbrunnen. Saulnier hade konstruerat en mekanisk synkronisering, men eftersom han inte fick synkroniseringen att fungera kom han på den enklare lösningen att förse propellern med stålplåtar. Garros mekaniker förbättrade konstruktionen genom att montera metallreflektorer på blades som styrde bort de kulor som träffade propellern. 18 april 1915 tvingades Garros ner bakom tyskarnas linjer. Han blev tillfångatagen innan han hann elda upp flygplanet och efter att tyskarna undersökt flygplanet fick man reda på hur de franska piloterna kunde skjuta genom propellerfältet. Denna tekniska kunskap användes senare för det tyska Fokker E.I, som var utrustad med en helt synkroniserad kulspruta.  

## Sverige
Enoch Thulin köpte en Morane-Saulnier 3L i Frankrike 1914. Tillsammans med vännen och medarbetaren Otto Ask som passagerare flög Thulin den 23 april 1914 från Paris hem till Landskrona. Den totala flygtiden var 14 timmar och 20 minuter, och efter sex mellanlandningar landade slutligen Thulin och Ask i Landskrona den 29 april. 
I samband med besöket i Frankrike hade Thulin även passat på att teckna licenskontrakt på tillverkning av Morane-Saulnier 3L. När Thulin senare startade tillverkning av sin kopia av Morane-Saulnier 3L, fick den beteckningen Thulin Typ B. När första världskriget bröt ut, sålde Thulin sin originalmaskin till det svenska arméflyget. Flygplanet flögs ofta av Nils Kindberg. Under Södertörnsmanövern i början av september 1914 flög Thulin Morane-planet. Under dessa övningar kappotterade flygplanet, dock utan allvarligare skador. I samband med reparation och översyn fick flygplanet 1917 originalmotorn utbytt mot en 90 hk Thulin A-motor. Flygplanet fanns i aktiv tjänst fram till 1918, då det slutligen avskrevs. 